# Edwin Hennig
Edwin Hennig (27 avril 1882 - 12 novembre 1977) est un paléontologue et géologue allemand. 

## Biographie
Il est l'un des cinq enfants d'un marchand qui mourut lorsqu'Edwin Hennig avait dix ans. Son frère Richard Hennig fut tout d'abord un météorologue puis devint spécialiste des transports et de la géographie historique. Débutant en 1902, Hennig étudie les sciences naturelles, l'anthropologie et la philosophie à l'université de Fribourg-en-Brisgau, située à Fribourg-en-Brisgau, dans le pays de Bade, fondée au XVe siècle où il décroche son doctorat en 1906 avec Otto Jaekel. C'est dans ce travail qu'Hennig contribue significativement à la recherche sur l'extinction du Gyrodus.
Il devient ensuite l'assistant de Wilhelm von Branca dans la vieille université de Berlin, l'université Humboldt de Berlin dans laquelle il obtient son habilitation avant de devenir maitre de conférences. Pendant la Première Guerre mondiale, il devient militaire géologue jusqu'en 1917, puis enseigne à l'université de Tübingen avant de devenir recteur, puis directeur académique de l'Institut de Paléontologie et de Géologie. Hennig rejoint le Parti national-socialiste des travailleurs allemands en 1937. En 1945, il est relevé de ses fonctions et soumis à la dénazification. Il prend sa retraite en 1951.
Edwin Hennig est bien connu pour s'être joint aux expéditions de Werner Janensch au Tendaguru, qui est maintenant la Tanzanie, en Afrique de l'est. Il est également connu pour ses descriptions de Australopithecus afarensis découvert par Ludwig Kohl-Larsen en Afrique de l'est. Un peu comme Othenio Abel, Hennig est partisan des théories de l'orthogenèse comme l'était son assistant Karl Beurlen.